# James Matthew Clark
James Matthew Clark, född 1956, är en amerikansk paleontolog, medarbetare till Mark A. Norell.

## Dinosauriearter som Jim Clark har beskrivit eller namngivit
- Achillobator giganticus (tillsammans med Altangerel Perle och Mark A. Norell 1999)
- Byronosaurus jaffei (tillsammans med Makovicky och Mark A. Norell 2000)
- Citipati osmolskae (tillsammans med Mark A. Norell och Barsbold 2001)
- Erlikosaurus andrewsi (beskriven 1980 av Barsbold och Altangerel Perle, beskrevs om av Altangerel Perle och Mark A. Norell 1994)
- Eshanosaurus deguchiianus (tillsammans med Xu och Zhao 2001)
- Falcarius utahensis (tillsammans med Kirkland, Zanno, Sampson och DeBlieux 2005)
- Guanlong wucaii (tillsammans med Xu, Mark A. Norell, Catherine A. Forster, Erickson, Eberth, Jia och Zhao 2006)
- Khaan mckennai (tillsammans med Mark A. Norell och Barsbold 2001)
- Mononykus olecranus (tillsammans med Altangerel Perle, Chiappe och Mark A. Norell 1993)
- Shuvuuia deserti (tillsammans med Chiappe och Mark A. Norell 1998)